# Luis García (ur. 1992)
Luis Manuel García Palomera (ur. 31 grudnia 1992 w Talpa de Allende) – meksykański piłkarz występujący na pozycji bramkarza, od 2016 roku zawodnik Toluki.